# Omphisa repetitalis
Omphisa repetitalis là một loài bướm đêm trong họ Crambidae.